# Norikazu Fujii
Norikazu Fujii är en japansk före detta bordtennisspelare och världsmästare i dubbel.
Han spelade sitt enda VM 1952. Han vann då herrdubbeln tillsammans med Tadaaki Hayashi över det engelska paret Richard Bergmann/ Johnny Leach (som tillsammans hade 10 VM-guld) med 3-2 i sett efter att ha legat under med 2-0.
Under sin karriär tog han 2 medaljer i bordtennis-VM, 1 guld och 1 brons. 

## Meriter
- Bordtennis VM
  - 1952 i Bombay
    - 1:a plats dubbel (med Tadaki Hayashi)
    - 3:e plats med det japanska laget